# 2023年レスリング世界選手権
2023年レスリング世界選手権は、2023年9月16日から24日までセルビアのベオグラードで開催された。当初、2023年の世界選手権はロシアのクラスノヤルスクで開催予定だったが、ロシアによるウクライナへの軍事侵攻により、2年連続でベオグラードでの開催となった。

## 開催日程
16日
- 男子フリースタイル61・70・86・125kg級 予選

17日
- 男子フリースタイル61・70・86・125kg級 決勝
- 男子フリースタイル57・74・79・92kg級 予選

18日
- 男子フリースタイル57・74・79・92kg級  決勝
- 男子フリースタイル65・79kg級 予選
- 女子55・59kg級 予選

19日
- 男子フリースタイル65・79kg級  決勝
- 女子55・59kg級  決勝
- 女子50・57・65・76kg級 予選

20日
- 女子50・57・65・76kg級  決勝
- 女子53・62・68・72kg級 予選

21日
- 女子53・62・68・72kg級  決勝
- 男子グレコローマン55・77・82・130kg級 予選

22日
- 男子グレコローマン55・77・82・130kg級 決勝
- 男子グレコローマン60・72・97kg級 予選

23日
- 男子グレコローマン60・72・97kg級 決勝
- 男子グレコローマン63・67・87kg級 予選

24日
- 男子グレコローマン63・67・87kg級 決勝

## 国別獲得メダル数
| 順    | 国・地域         | 金 | 銀 | 銅 | 計  |
| ----- | ---------------- | -- | -- | -- | --- |
| 1     | 日本             | 6  | 3  | 3  | 12  |
| 2     | アメリカ合衆国   | 4  | 3  | 7  | 14  |
| 3     | キルギス         | 3  | 1  | 1  | 5   |
| 4     | アゼルバイジャン | 2  | 5  | 0  | 7   |
| 5     | イラン           | 2  | 3  | 4  | 9   |
| -     | 中立選手(AIN)    | 2  | 2  | 2  | 6   |
| 6     | トルコ           | 2  | 1  | 4  | 7   |
| 7     | ハンガリー       | 2  | 1  | 0  | 3   |
| 8     | キューバ         | 2  | 0  | 1  | 3   |
| 9     | ジョージア       | 1  | 3  | 2  | 6   |
| 10    | セルビア         | 1  | 0  | 4  | 5   |
| 11    | 中国             | 1  | 0  | 3  | 4   |
| 12    | カザフスタン     | 1  | 0  | 2  | 3   |
| 13    | フランス         | 1  | 0  | 1  | 2   |
| 14    | バーレーン       | 1  | 0  | 0  | 0   |
| 15    | モンゴル         | 0  | 3  | 0  | 3   |
| 16    | アルメニア       | 0  | 1  | 4  | 5   |
| 16    | ウクライナ       | 0  | 1  | 4  | 5   |
| 18    | モルドバ         | 0  | 1  | 2  | 3   |
| 19    | プエルトリコ     | 0  | 1  | 0  | 1   |
| 20    | ブルガリア       | 0  | 0  | 3  | 3   |
| 21    | ノルウェー       | 0  | 0  | 2  | 2   |
| 21    | ウズベキスタン   | 0  | 0  | 2  | 2   |
| 23    | アルバニア       | 0  | 0  | 1  | 1   |
| 23    | コロンビア       | 0  | 0  | 1  | 1   |
| 23    | チェコ           | 0  | 0  | 1  | 1   |
| 23    | エクアドル       | 0  | 0  | 1  | 1   |
| 23    | エジプト         | 0  | 0  | 1  | 1   |
| 23    | ドイツ           | 0  | 0  | 1  | 1   |
| 23    | ナイジェリア     | 0  | 0  | 1  | 1   |
| 23    | サンマリノ       | 0  | 0  | 1  | 1   |
| 23    | UWW              | 0  | 0  | 1  | 1   |
| Total | Total            | 30 | 30 | 60 | 120 |

- UWWは今大会に中立選手(AIN)で出場してメダルを獲得した6名のロシア及びベラルーシの選手をメダル一覧表に含めなかった。

## 国別順位
| Rank | 男子フリースタイル | 男子フリースタイル | 男子グレコローマン | 男子グレコローマン | 女子フリースタイル | 女子フリースタイル |
| Rank | Team               | Points             | Team               | Points             | Team               | Points             |
| ---- | ------------------ | ------------------ | ------------------ | ------------------ | ------------------ | ------------------ |
| 1    | アメリカ合衆国     | 148                | アゼルバイジャン   | 120                | 日本               | 195                |
| 2    | イラン             | 110                | イラン             | 102                | アメリカ合衆国     | 135                |
| 3    | ジョージア         | 80                 | トルコ             | 93                 | モンゴル           | 80                 |
| 4    | カザフスタン       | 74                 | キューバ           | 73                 | 中国               | 65                 |
| 5    | アゼルバイジャン   | 66                 | アルメニア         | 65                 | ウクライナ         | 59                 |
| 6    | 日本               | 61                 | キルギス           | 60                 | モルドバ           | 58                 |
| 7    | アルメニア         | 49                 | ジョージア         | 59                 | トルコ             | 55                 |
| 8    | トルコ             | 42                 | ハンガリー         | 52                 | キルギス           | 47                 |
| 9    | セルビア           | 40                 | ウズベキスタン     | 52                 | UWW                | 39                 |
| 10   | ハンガリー         | 37                 | セルビア           | 49                 | ドイツ             | 35                 |

## メダル獲得者

### 男子フリースタイル
| 階級   | 金                                 | 銀                                   | 銅                               |
| ------ | ---------------------------------- | ------------------------------------ | -------------------------------- |
| 57 kg  | ステバン・ミシッチ                 | 樋口黎                               | アルセン・ハルチュニャン         |
| 57 kg  | ステバン・ミシッチ                 | 樋口黎                               | ゼリムハン・アバカロフ           |
| 61 kg  | ビト・アルジャウ                   | 中立選手(AIN) アバスガジ・マゴメドフ | タイルベク・ジュマシュベクウール |
| 61 kg  | ビト・アルジャウ                   | 中立選手(AIN) アバスガジ・マゴメドフ | ショータ・ファルテナーゼ         |
| 65 kg  | イスマイル・ムスカエフ             | セバスチアン・リベラ                 | 中立選手(AIN) シャミル・マメドフ |
| 65 kg  | イスマイル・ムスカエフ             | セバスチアン・リベラ                 | バズゲン・テバニャン             |
| 70 kg  | ザイン・レザーフォード             | アミル・モハマド・ヤズダニ           | ラマザン・ラマザノワ             |
| 70 kg  | ザイン・レザーフォード             | アミル・モハマド・ヤズダニ           | アルマン・アンドレアシャン       |
| 74 kg  | 中立選手(AIN) ザウルベク・シダコフ | カイル・デイク                       | 高谷大地                         |
| 74 kg  | 中立選手(AIN) ザウルベク・シダコフ | カイル・デイク                       | ヘタグ・ツァボロフ               |
| 79 kg  | 中立選手(AIN) アフメド・ウスマノフ | ウラジーメリ・ガムクレリゼ           | バシル・ミハイロフ               |
| 79 kg  | 中立選手(AIN) アフメド・ウスマノフ | ウラジーメリ・ガムクレリゼ           | モハンマド・ノクホジ             |
| 86 kg  | デビッド・テイラー                 | ハッサン・ヤズダニ                   | アザマト・ダウレトベコフ         |
| 86 kg  | デビッド・テイラー                 | ハッサン・ヤズダニ                   | マイルス・アミネ                 |
| 92 kg  | リザベク・アイトムハン             | オスマン・ヌルマゴメドフ             | フェイズラー・アクチュルク       |
| 92 kg  | リザベク・アイトムハン             | オスマン・ヌルマゴメドフ             | ザヒド・バレンシア               |
| 97 kg  | アフメド・タジュディノフ           | マゴメドハン・マゴメドフ             | ギビ・マチャラシビリ             |
| 97 kg  | アフメド・タジュディノフ           | マゴメドハン・マゴメドフ             | カイル・スナイダー               |
| 125 kg | アミル・ホセイン・ザレ             | ゲノ・ペトリアシヴィリ               | タハ・アクギュル                 |
| 125 kg | アミル・ホセイン・ザレ             | ゲノ・ペトリアシヴィリ               | メイソン・パリス                 |

### 男子グレコローマン
| 階級   | 金                              | 銀                                         | 銅                                         |
| ------ | ------------------------------- | ------------------------------------------ | ------------------------------------------ |
| 55 kg  | エルダニズ・アジズリ            | ヌグザリ・ツルツミア                       | ジャスルベク・オルティクボエフ             |
| 55 kg  | エルダニズ・アジズリ            | ヌグザリ・ツルツミア                       | ポヤソウラト・ダドマルツ                   |
| 60 kg  | ジョラマン・シャルシェンベコフ  | 文田健一郎                                 | イスロミョン・バフロモフ                   |
| 60 kg  | ジョラマン・シャルシェンベコフ  | 文田健一郎                                 | カオ・リグオ                               |
| 63 kg  | レリ・アブラゼ                  | ムラド・ママドフ                           | ゲオルギ・ティビロフ                       |
| 63 kg  | レリ・アブラゼ                  | ムラド・ママドフ                           | エネル・バシャフ                           |
| 67 kg  | ルイス・オルタ                  | ハスラト・ジャファロフ                     | マテ・ネメシ                               |
| 67 kg  | ルイス・オルタ                  | ハスラト・ジャファロフ                     | モハマド・レザ・ゲラエイ                   |
| 72 kg  | イブラヒム・ガネム              | フリッチュ・ロベルト                       | アリ・アルサラン                           |
| 72 kg  | イブラヒム・ガネム              | フリッチュ・ロベルト                       | セルチュク・カン                           |
| 77 kg  | アクジョル・マフムドフ          | サナン・スレヤマノフ                       | 日下尚                                     |
| 77 kg  | アクジョル・マフムドフ          | サナン・スレヤマノフ                       | マルカス・アモヤン                         |
| 82 kg  | ラフィグ・フセイノフ            | アリレザ・アジジズフーン・モフマディピアニ | ヤロスラフ・フィルチャコフ                 |
| 82 kg  | ラフィグ・フセイノフ            | アリレザ・アジジズフーン・モフマディピアニ | 中立選手(AIN) アウエス・ゴニボフ           |
| 87 kg  | アリ・センジズ ダビド・ロソンチ | 該当者なし                                 | ジャン・ベレニウク                         |
| 87 kg  | アリ・センジズ ダビド・ロソンチ | 該当者なし                                 | セメン・ノビコフ                           |
| 97 kg  | ガブリエル・ロシージョ          | アウトゥール・アレクサニャン               | アウトゥール・オマロフ                     |
| 97 kg  | ガブリエル・ロシージョ          | アウトゥール・アレクサニャン               | モハンマド・ハジ・サラビ                   |
| 130 kg | アミン・ミルザザデフ            | リザ・カヤールプ                           | アブデラティフ・モハメドアーメド・モハメド |
| 130 kg | アミン・ミルザザデフ            | リザ・カヤールプ                           | オスカル・ピノ・ヒンズ                     |

### 女子フリースタイル
| 階級  | 金                       | 銀                                   | 銅                               |
| ----- | ------------------------ | ------------------------------------ | -------------------------------- |
| 50 kg | 須﨑優衣                 | ドルゴルジャビン・オトゴンジャルガル | フェン・ジキ                     |
| 50 kg | 須﨑優衣                 | ドルゴルジャビン・オトゴンジャルガル | サラ・ヒルデブラント             |
| 53 kg | 藤波朱理                 | 中立選手(AIN) バネサ・カラジンスカヤ | ルシア・エペス・グスマン         |
| 53 kg | 藤波朱理                 | 中立選手(AIN) バネサ・カラジンスカヤ | アンティム・アンティム           |
| 55 kg | 奥野春菜                 | ジャカッラ・ウィンチェスター         | マリアナ・ドラグタン             |
| 55 kg | 奥野春菜                 | ジャカッラ・ウィンチェスター         | アナスタシア・ブライバス         |
| 57 kg | 桜井つぐみ               | アナスタシア・ニキタ                 | オドゥナヨ・アデジュオロエ       |
| 57 kg | 桜井つぐみ               | アナスタシア・ニキタ                 | ヘレン・マルーリス               |
| 59 kg | チャン・チ               | ユリア・トカチ                       | オテリー・ヘイエ                 |
| 59 kg | チャン・チ               | ユリア・トカチ                       | ジェニファー・ペイジ・ロジャーズ |
| 62 kg | アイスルー・ティニベコワ | 元木咲良                             | イリナ・コリアデンコ             |
| 62 kg | アイスルー・ティニベコワ | 元木咲良                             | グレイス・ブレン                 |
| 65 kg | 尾﨑野乃香               | メイシー・キルティ                   | ミミ・フリストワ                 |
| 65 kg | 尾﨑野乃香               | メイシー・キルティ                   | リリ・リリ                       |
| 68 kg | ブセ・トスン             | デルゲルマー・エンフサイハン         | クムバ・ラロク                   |
| 68 kg | ブセ・トスン             | デルゲルマー・エンフサイハン         | イリーナ・リンガチ               |
| 72 kg | アミタ・エラー           | ダバーナサン・エンフアマル           | 森川美和                         |
| 72 kg | アミタ・エラー           | ダバーナサン・エンフアマル           | ジャミラ・バクベルゲノワ         |
| 76 kg | 鏡優翔                   | アイペリ・キジ                       | タチアナ・レンテリア             |
| 76 kg | 鏡優翔                   | アイペリ・キジ                       | アデリン・グレイ                 |

## 備考
- UWWはロシアによるウクライナへの軍事侵攻により国際舞台から除外されていたロシア及びその協力者であるベラルーシの選手が、中立の立場(AIN)で今大会に参加することを容認した。各種言動を調査した上で、軍や政府機関と関わり合いを持たず、戦争を支持していないと判断された選手及び役員には参加資格が付与される。2023年3月にIOCが中立の条件付きながら両国選手の国際大会への復帰を容認しており、UWWもそれに追従する形となった[3][4]。UWWは調査の結果、ロシア及びベラルーシの関係者26名を不適格と判断した。しかしながら、戦争支持集会に出席したオリンピックチャンピオンのザウル・ウグエフ、ザウルベク・シダコフ、アブドゥルラシド・サドゥラエフの3名に関しては、本人の意思で集会に参加したとは判断できないとして、不問に付した[5][6]。なお男子フリースタイル61キロ級では、ウクライナの選手がAIN名義で出場したロシア選手と対戦するも、握手を拒んだ。この行為は通常ならばスポーツマンシップに反する行為として失格処分になる可能性もあるが、今大会では特別な理由を有する場合に限って握手をしなくてもよいという取り決めが審判会議によって事前になされていたため、問題にならなかった[7]。

- 今大会の男子グレコローマンスタイル67㎏級3回戦でが日体大4年の曽我部京太郎が、東京オリンピックで優勝したイランのモハマド・レザ・アブドルハム・ゲラエイと対戦すると、試合中に兄のモハマダリ・アブドルハミド・ゲラエイがペットボトルをマットに投げ込む妨害行為が起こり、試合が一時中断する事態となった。この行為に対して、日本レスリング協会はUWWに正式抗議した[8][9][10]。2023年10月にUWWは、兄のゲラエイに対して暫定的な活動停止処分を下した。なお2022年9月にゲラエイは、ドイツの独裁者だったアドルフ・ヒトラーを自分の英雄だと発言して物議を醸していた[11][12]。11月にUWWはゲラエイに1年間の活動停止及び1,000スイスフラン（約16万9,000円）の罰金、イランレスリング協会にも5,000スイスフラン（約84万4,000円）の罰金を科すことに決めた[13]

- UWWは2023年11月に今大会の男子グレコローマン87kg級決勝で判定ミスがあったとして、両者を勝者とした。決勝ではトルコのアリ・センジズがハンガリーのダビド・ロソンチに8－7で勝利したものの、ロソンチがフォールの態勢に入っていたにもかかわらず、マットチェアマンがそれを認めなかった点が誤りであったと結論付けられた。その後UWWは、この試合においてマットチェアマンが「重大な誤審」を引き起こしたとして、1年間の活動停止処分を科した[13][14][15]。

- UWWはインドレスリング連盟(WFI)に対して、暫定的な資格停止処分を科した。WFIの元会長であるブリジ・ブシャン・シャラン・シンが選手へのセクハラ行為で起訴されたことに伴う混乱により、定められた期間内に会長選挙が実施されなかったため、この措置が発動された。そのため、インドの選手は今大会にUWW名義で出場することになり、国旗や国歌を使用できない[16][17]。